# The Horns of Nimon
A The Horns of Nimon a Doctor Who sorozat 108. része, amit 1979. december 22. és 1980. január 12. között adtak négy epizódban.
Ebben a részben adta utolsó alkalommal hangját K9-nek David Brierley (a következő évadban ismét John Leeson)

## Történet
A Skonnon bolygón egy labirintusban egy szarvakat viselő lény, Nimon él. Uralom alatt tartja a bolygót, s megígéri, hogy visszaállítja az egykori Skonnon birodalom fényét... de szolgálataiért cserében fiatalokat követel. Egy félreértés miatt Romana is a feláldozandók köré kerül. A Doktor és K9 a labirintusba sietne, hogy megmentsék. Ám hamarosan kiderül, hogy Nimon az egész galaxist veszélyezteti.

## Epizódlista
| Epizódok sorszáma | Bemutató napja     | Hossza | Nézők száma (millió) |
| ----------------- | ------------------ | ------ | -------------------- |
| 1.                | 1979. december 22. | 25:41  | 6                    |
| 2.                | 1979. december 29. | 25:00  | 8,8                  |
| 3.                | 1980. január 5.    | 23:26  | 9,8                  |
| 4.                | 1980. január 12.   | 26:45  | 10,4                 |

## Könyvkiadás
A könyvváltozatát 1980. október 16-án adta ki a Target könyvkiadó. Írta Terrance Dicks.

## Otthoni kiadás
- VHS-en 2003 júniusában adták ki.
- DVD-n 2010 márciusában adták ki a Myths and Legends (Mítoszok és Legendák) című dobozban, a The Time Monster, és a Underworld részek mellett.
  - Amerikában 2010. július 6-án adták ki.

### Fordítás
- Ez a szócikk részben vagy egészben  a   The Horns of Nimon című angol Wikipédia-szócikk fordításán alapul.  Az eredeti cikk szerkesztőit annak laptörténete sorolja fel. Ez a jelzés csupán a megfogalmazás eredetét és a szerzői jogokat jelzi, nem szolgál a cikkben szereplő információk forrásmegjelöléseként.